# Leucania velutina
Leucania velutina là một loài bướm đêm trong họ Noctuidae.